# Списак система за управљање садржајем
Ово је листа значајних система за управљањем садржајем који се користе за организовање и олакшавање креирања колаборативног садржаја. Многи од њих су изграђени на одвојеним оквирима за управљање садржајем.

## Слободан и софтвер отвореног кода
Овај одељак наводи бесплатан и софтвер отвореног кода који се може инсталирати и управљати на веб серверу.
Системи наведени на светло љубичастој позадини више нису у активном развоју.

### Java
| Име                          | Платформа | Подржане базе података                                                         | Најновије стабилно издање | Лиценце            | Датум најновијег издања |
| ---------------------------- | --------- | ------------------------------------------------------------------------------ | ------------------------- | ------------------ | ----------------------- |
| Apache Roller                | Java      | HSQL, MySQL, Oracle, SQL Server, DB2, PostgreSQL, Apache Derby                 | 5.2.0                     | Apache 2.0 License | 2017-11-06              |
| Ametys CMS                   | Java      | MySQL, Oracle, SQL Server, JCR, Apache Derby                                   | 3.7.1                     | Apache 2.0 License | 2015-04-27              |
| Crafter CMS                  | Java      | Git, Solr, CMIS                                                                | 3.0.0                     | GNU GPL v3         | 2017-08-01              |
| dotCMS                       | Java      | MySQL, Oracle, MSSQL, PostgreSQL                                               | 5.0.3                     | GNU GPL v3         | 2018-11-09              |
| DSpace                       | Java      | Oracle, PostgreSQL                                                             | 5.0                       | BSD License        | 2015-01-16              |
| Enonic XP                    | Java      | Embedded NoSQL                                                                 | 6.15.0                    | GPL v3             | 2018-07-17              |
| Fedora Commons               | Java      | MySQL, Oracle, PostgreSQL, Mulgara (MPTSTore RDF Semantic Triplestore)         | 4.1.0                     | Apache License     | 2015-02-04              |
| LogicalDOC Community Edition | Java      | MySQL, Oracle, SQL Server, PostgreSQL                                          | 7.4.2                     | LGPL               | 2016-03-24              |
| Nuxeo EP                     | Java      | MySQL, Oracle, SQL Server, Ingres, PostgreSQL, MongoDB                         | 10.2                      | Apache 2.0 License | 2018-07-26              |
| OpenCms                      | Java      | HSQL, MySQL, Oracle, SQL Server, DB2, PostgreSQL                               | 10.5.4                    | LGPL               | 2018-05-17              |
| Alfresco Community Edition   | Java      | MySQL, Oracle, SQL Server, PostgreSQL, DB2,                                    | 201808 EA                 | LGPL               | 2018-08-14              |
| Hippo CMS                    | Java      | MySQL, Oracle, SQL Server, Ingres, PostgreSQL, JCR                             | 12.0.2                    | Apache 2.0 License | 2018-08-01              |
| OpenWGA                      | Java      | MySQL, PostgreSQL, IBM DB2, HSQLDB, Oracle, SQL Server, IBM Lotus Domino, CMIS | 7.1                       | GPL & proprietary  | 2015-02-25              |
| Jahia Community Distribution | Java      | Apache Derby, JCR, MySQL, PostgreSQL                                           | 7.2.2                     | GPL                | 2018-03-01              |
| Magnolia                     | Java      | H2, Derby, MySQL, PostgreSQL, Oracle, MSSQL                                    | 5.6                       | GPL & proprietary  | 2017-11-15              |
| OpenKM                       | Java      | MySQL, PostgreSQL, Oracle, SQL Server, HSQLDB                                  | 6.3.6                     | GPL                | 2018-03-06              |
| XWiki                        | Java      | MySQL, PostgreSQL, Oracle, SQL Server, HSQLDB                                  | 10.2                      | LGPL               | 2018-03-26              |

#### Java packages/bundle
| Име          | Платформа                | Подржане базе података | Најновије стабилно издање | Лиценце        | Датум најновијег издања |
| ------------ | ------------------------ | ---------------------- | ------------------------- | -------------- | ----------------------- |
| Apache Lenya | Java, XML, Apache Cocoon |                        | 2.0.4                     | Apache License | 2011-03-14              |
| Daisy        | Java, XML, Apache Cocoon | MySQL                  | 2.4.2                     | Apache License | 2011-02-21              |

### Microsoft ASP.NET
| Име             | Платформа                | Подржане базе података                                  | Најновије стабилно издање | Лиценце                | Датум најновијег издања |
| --------------- | ------------------------ | ------------------------------------------------------- | ------------------------- | ---------------------- | ----------------------- |
| C1 CMS          | ASP.NET (Web Forms, MVC) | XML, SQL Server                                         | 6.4                       | Mozilla Public License | 2018-03-07              |
| DNN             | ASP.NET (Web Forms, MVC) | SQL Server, SQL Server Express, SQL Azure               | 9.2.0                     | MIT License            | 2017-07-05              |
| Kentico CMS     | ASP.NET                  | SQL Server                                              | 10.0                      | Proprietary, Free      | 2016-11-30              |
| mojoPortal      | ASP.NET                  | SQL Server, MySQL, PostgreSQL, SQLite, Firebird, SQL CE | 2.4.1.0                   | CPL                    | 2016-04-10              |
| Orchard Project | ASP.NET (Web Forms, MVC) | SQL Server, MySQL, PostgreSQL, SQLite                   | 1.10.1                    | New BSD License        | 2016-05-11              |
| Umbraco         | ASP.NET (Web Forms, MVC) | SQL Server, SQL CE, SQL Azure, MySQL                    | 7.13.1                    | MIT License            | 2019-01-15              |
| BetterCMS       | ASP.NET (Web Forms, MVC) | SQL Server, SQL Azure                                   | 2.0.6                     | LGPL                   | 2016-06-14              |

### Perl
| Име                      | Платформа                      | Подржане базе података                       | Најновије стабилно издање | Лиценце | Датум најновијег издања |
| ------------------------ | ------------------------------ | -------------------------------------------- | ------------------------- | ------- | ----------------------- |
| blosxom                  | Perl                           | Flat-file database                           | 2.1.2                     | MIT     | 2008-10-02              |
| Bricolage                | Perl on mod perl               | MySQL, PostgreSQL, Oracle                    | 2.0.1                     | BSD     | 2011-02-09              |
| EPrints                  | Perl on mod perl               | MySQL, PostgreSQL                            | 3.3.15                    | GPL     | 2015-12-22              |
| Foswiki                  | Perl                           | Flat-file database                           | 2.1.6                     | GPL     | 2018-03-02              |
| Ikiwiki                  | Perl                           | Git (software), Apache Subversion, Mercurial | 3.20170111                | GPL     | 2017-01-11              |
| Movable Type Open Source | Perl, mod perl, FastCGI, w/PHP | MySQL                                        | 5.2.13                    | GPL     | 2015-04-14              |
| TWiki                    | Perl                           | Plain files (under version control)          | 6.0.2                     | GPL     | 2015-11-29              |
| Sellerdeck eCommerce     | Perl                           | Flat-file database, Flat-file database       | 16.0.3                    | GPL     | 2017-02-20              |
| SPINE                    | Perl, mod perl                 | MySQL, PostgreSQL                            | 1.2.2                     | GPL     | 2006-12-27              |
| WebGUI                   | Perl on mod perl               | MySQL                                        | 7.10.30                   | GPL     | 2016-01-06              |

### PHP
| Име                     | Платформа               | Подржане базе података                                                           | Најновије стабилно издање  | Лиценце                    | Датум најновијег издања    |
| ----------------------- | ----------------------- | -------------------------------------------------------------------------------- | -------------------------- | -------------------------- | -------------------------- |
| ATutor                  | PHP                     | MySQL                                                                            | Шаблон:ATutor version      | GPL                        | Шаблон:ATutor version      |
| b2evolution             | PHP                     | MySQL, MariaDB                                                                   | Шаблон:B2evolution version | GPLv2                      | Шаблон:B2evolution version |
| CMSimple                | PHP                     | Flat-file database                                                               | 4.7.5                      | GPLv3                      | 2018-07-21                 |
| CMS Made Simple         | PHP                     | MySQL                                                                            | 2.2.7                      | GPL                        | 2018-03-10                 |
| Coderity                | PHP                     | MySQL                                                                            | 3.3.13                     | MIT                        | 2015-02-27                 |
| Composr CMS             | PHP                     | MySQL                                                                            | 10.0.13                    | CPAL                       | 2018-01-22                 |
| concrete5               | PHP                     | MySQL, MariaDB                                                                   | 8.4.4                      | MIT                        | 2019-01-10                 |
| Contao                  | PHP                     | MySQL                                                                            | 4.5.3                      | LGPL                       | 2018-01-23                 |
| DokuWiki                | PHP                     | Flat-file database                                                               | Шаблон:Dokuwiki version    | GPL                        | Шаблон:Dokuwiki version    |
| Dotclear                | PHP                     | MySQL, PostgreSQL, SQLite                                                        | 2.12                       | GPL                        | 2017-07-27                 |
| Drupal                  | PHP                     | MariaDB, Microsoft SQL Server, MySQL, Oracle, Percona Server, PostgreSQL, SQLite | Шаблон:Drupal version      | GPLv2+                     | 2018-10-17                 |
| Exponent CMS            | PHP                     | MySQL                                                                            | Шаблон:ExponentCMS version | GPL                        | Шаблон:ExponentCMS version |
| eZ Publish              | PHP                     | MySQL, PostgreSQL, Oracle, Microsoft SQL Server                                  | 5.4                        | GPL                        | 2014-12-02                 |
| eZ Platform             | PHP                     | MySQL, MariaDB, PostgreSQL                                                       | Шаблон:EZ Platform version | GPL                        | Шаблон:EZ Platform version |
| Geeklog                 | PHP                     | MySQL, PostgreSQL, Microsoft SQL Server                                          | 2.1.3                      | GPL                        | 2017-06-22                 |
| GetSimple CMS           | PHP                     | Flat-file database                                                               | 3.3.14                     | GPL                        | 2018-09-01                 |
| Grav                    | PHP                     | Flat-file database                                                               | 1.5.3                      | MIT                        | 2018-10-05                 |
| Habari                  | PHP                     | MySQL, PostgreSQL, SQLite                                                        | 0.9.2                      | Apache License             | 2014-09-16                 |
| ImpressCMS              | PHP                     | MySQL                                                                            | 1.3.11                     | GPL                        | 2018-12-08                 |
| ImpressPages            | PHP                     | MySQL                                                                            | 4.8.0                      | GPL MIT                    | 2016-10-30                 |
| Jamroom                 | PHP                     | MySQL, MariaDB, Percona                                                          | 6.1.0                      | MPL                        | 2017-08-30                 |
| Joomla!                 | PHP                     | MySQL, PostgreSQL, MSSQL, SQLite                                                 | 3.9.2                      | GPL                        | 2019-01-15                 |
| Kajona                  | PHP                     | MySQL, PostgreSQL, SQLite, MariaDB, Oracle                                       | 6.2                        | LGPL                       | 2017-06-08                 |
| Known                   | PHP                     | MySQL, MongoDB                                                                   | 0.9.9                      | Apache License             | 2017-05-16                 |
| Magento                 | PHP                     | MySQL                                                                            | 2.2.5                      | OSL Ver. 3 / AFL Ver. 3    | 2018-06-27                 |
| Mambo                   | PHP                     | MySQL                                                                            | 4.6.5                      | GPL                        | 2008-06-01                 |
| MediaWiki               | PHP                     | MySQL, MariaDB, PostgreSQL, SQLite, MSSQL                                        | 1.32.0                     | GPL                        | 2019-01-11                 |
| MiaCMS                  | PHP                     | MySQL                                                                            | 4.9                        | GPL                        | 2009-07-29                 |
| Microweber              | PHP                     | MySQL, PostgreSQL, SQLite                                                        | 1.0.15                     | Apache License             | 2018-04-10                 |
| Midgard CMS             | PHP (Midgard framework) | MySQL                                                                            | 12.0.9.2                   | LGPL                       | 2012-09-26                 |
| MODX                    | PHP                     | MySQL                                                                            | 2.6.5                      | GPL                        | 2018-07-11                 |
| Novius OS               | PHP                     | MySQL                                                                            | 5.0.1 (Elche)              | AGPLv3                     | 2014-07-08                 |
| Nucleus CMS             | PHP                     | MySQL                                                                            | 3.64                       | GPL                        | 2011-03-14                 |
| OctoberCMS              | PHP                     | MySQL, PostgreSQL, SQLite                                                        | 443                        | MIT                        | 2018-09-25                 |
| OpenCart                | PHP                     | MySQL                                                                            | 3.0.2.0                    | GNU                        | 2017-07-18                 |
| Omeka                   | PHP                     | MySQL                                                                            | 2.5                        | GPL                        | 2017-01-31                 |
| papaya CMS              | PHP                     | MySQL, PostgreSQL, SQLite                                                        | 5.5.2                      | GPL v2                     | 2013-02-12                 |
| pH7CMS                  | PHP                     | MySQL, MariaDB                                                                   | 12.6.0                     | GPL 3.0                    | 2018-05-25                 |
| Phire CMS               | PHP                     | MySQL                                                                            | 2.1.0                      | New BSD License            | 2016-07-07                 |
| PHP-Nuke                | PHP                     | MySQL                                                                            | 8.3.2                      | GPL                        | 2014-01-30                 |
| phpWebLog               | PHP                     | MySQL                                                                            | 0.5.3                      | GPL                        | 2001-10-31                 |
| phpWiki                 | PHP                     | MySQL                                                                            | 1.5.5                      | GPL                        | 2015-12-11                 |
| Pimcore                 | PHP                     | MySQL                                                                            | 5.1                        | GPL                        | 2018-01-02                 |
| PivotX                  | PHP                     | MySQL, Flat-file database                                                        | 2.3.11                     | GPL                        | 2015-06-21                 |
| Pixie (CMS)             | PHP                     | MySQL                                                                            | 1.0.4                      | GPL                        | 2010-03-21                 |
| PmWiki                  | PHP                     | Flat-file database SQLite                                                        | Шаблон:PmWiki version      | GPL                        | Шаблон:PmWiki version      |
| Prestashop              | PHP                     | MySQL                                                                            | 1.7.4.3                    | Open Software License 3.0  | 2018-10-03                 |
| ProcessWire             | PHP                     | MySQL                                                                            | 3.0.123                    | Mozilla Public License 2.0 | 2018-12-21                 |
| SMW+                    | PHP - MediaWiki         | MySQL                                                                            | 1.7.0                      | GPL                        | 2012-04-24                 |
| Serendipity             | PHP + Smarty            | MySQL, PostgreSQL, MySQLi, SQLite                                                | Шаблон:Serendipity version | BSD                        | Шаблон:Serendipity version |
| SilverStripe            | PHP                     | MySQL, Microsoft SQL Server, PostgreSQL, SQLite, Oracle                          | 4.2.1                      | BSD                        | 2018-07-31                 |
| SPIP                    | PHP                     | MySQL, PostgreSQL, SQLite                                                        | 3.2.1                      | LGPL                       | 2018-03-16                 |
| Textpattern             | PHP                     | MySQL, MariaDB                                                                   | Шаблон:Textpattern version | GPL                        | Шаблон:Textpattern version |
| Tiki Wiki CMS Groupware | PHP                     | MySQL                                                                            | 18.0                       | LGPL                       | 2018-01-29                 |
| TYPO3                   | PHP                     | MySQL, Oracle, PostgreSQL                                                        | Шаблон:TYPO3 version       | GPL                        | Шаблон:TYPO3 version       |
| WordPress               | PHP                     | MySQL, MariaDB                                                                   | Шаблон:Wordpress version   | GPL                        | Шаблон:Wordpress version   |
| Xaraya                  | PHP                     | MySQL, PostgreSQL                                                                | 2.4.0                      | GPL                        | 2013-02-23                 |
| XOOPS                   | PHP                     | MySQL                                                                            | 2.5.9                      | GPL                        | 2017-08-01                 |

### Python
| Име        | Платформа     | Подржане базе података                            | Најновије стабилно издање | Лиценце | Датум најновијег издања |
| ---------- | ------------- | ------------------------------------------------- | ------------------------- | ------- | ----------------------- |
| django CMS | Python/Django | PostgreSQL, MySQL, SQLite 3 and Oracle            | 3.5.2                     | BSD     | 2018-04-18              |
| Mezzanine  | Python/Django | PostgreSQL, MySQL, SQLite 3 and Oracle            | 4.2.2                     | BSD     | 2016-11-25              |
| MoinMoin   | Python        | Flat-file database                                | 1.9.10                    | GPL     | 2018-09-09              |
| Plone      | Python/Zope   | MySQL, PostgreSQL, SQLite, Oracle, ZODB, via Zope | 5.1.4                     | GPL     | 2018-10-11              |
| Wagtail    | Python/Django | PostgreSQL, MySQL, SQLite 3 and Oracle            | 1.12.2                    | BSD     | 2017-09-18              |

### Ruby on Rails
| Име          | Платформа     | Подржане базе података         | Најновије стабилно издање | Лиценце | Датум најновијег издања |
| ------------ | ------------- | ------------------------------ | ------------------------- | ------- | ----------------------- |
| Alchemy CMS  | Ruby on Rails | PostgreSQL, MySQL, SQLite      | 3.5                       | BSD     | 2016-12-22              |
| Radiant      | Ruby on Rails | MySQL, PostgreSQL, SQLite, DB2 | 1.1.4                     | MIT     | 2013-09-24              |
| Refinery CMS | Ruby on Rails | MySQL, PostgreSQL, SQLite      | 3.0.5                     | MIT     | 2016-11-23              |
| Typo         | Ruby on Rails | MySQL, PostgreSQL, SQLite      | 8.3.3                     | MIT     | 2016-11-03              |

### ColdFusion Markup Language (CFML)
| Име                    | Платформа                                 | Подржане базе података                                    | Најновије стабилно издање | Лиценце                       | Датум најновијег издања |
| ---------------------- | ----------------------------------------- | --------------------------------------------------------- | ------------------------- | ----------------------------- | ----------------------- |
| ContentBox Modular CMS | Lucee / Railo / Adobe ColdFusion          | MySQL/Microsoft SQL Server/PostgreSQL/HSQLDB/Apache Derby | 2.1.0                     | Apache License or proprietary | 2015-05-05              |
| Mura CMS               | Lucee / Railo / OpenBD / Adobe ColdFusion | MySQL/Microsoft SQL Server/Oracle                         | 7.1                       | GPL or proprietary            | 2018-07-13              |
| FarCry CMS             | Lucee / Railo / OpenBD / Adobe ColdFusion | MySQL/Microsoft SQL Server/Oracle/Postgres                | 7.0.7                     | GPL or proprietary            | 2015-01-14              |

### JavaScript
| Име        | Платформа                        | Подржане базе података | Најновије стабилно издање | Лиценце                           | Датум најновијег издања |
| ---------- | -------------------------------- | ---------------------- | ------------------------- | --------------------------------- | ----------------------- |
| Ghost      | Node.js                          | SQLite, MySQL          | 2.8.0                     | MIT                               | 2018-12-10              |
| TiddlyWiki | Node.js & client-side JavaScript | Flat-file database     | 5.1.18                    | BSD license                       | 2018-12-06              |
| Wiki.js    | Node.js                          | MongoDB                | 1.0.102                   | GNU Affero General Public License | 2018-08-12              |

### Други системи
| Име     | Платформа     | Подржане базе података | Најновије стабилно издање | Лиценце | Датум најновијег издања |
| ------- | ------------- | ---------------------- | ------------------------- | ------- | ----------------------- |
| OpenACS | Tcl AOLserver | PostgreSQL/Oracle      | 5.9.0                     | GPL     | 2015-12-01              |

## Софтвер као услуга (SaaS)
Овај одељак наводи власнички софтвер који укључује софтвер, хостинг и подршку за једног продавца. Овај одељак укључује бесплатне услуге.
| Име                               | Доступна је лиценцирана верзија                     | Последња стабилна верзија | Управљање веб садржајем | Управљање садржајем групе | Enterprise content management |
| --------------------------------- | --------------------------------------------------- | ------------------------- | ----------------------- | ------------------------- | ----------------------------- |
| Adobe Business Catalyst           |                                                     | V4 End Of Life 2021/03/26 | Да                      | Да                        | Да                            |
| Alfresco Cloud                    | Да (Alfresco Community & Enterprise)                | 2012.05                   | Не                      | Да                        | Да                            |
| Cloud CMS                         | Да                                                  | 3.2.3                     | Да                      | Да                        | Да                            |
| Crafter CMS Cloud                 | Да (Crafter CMS Enterprise)                         | 2017.08                   | Да                      | Да                        | Не                            |
| censhare                          | Да                                                  | 2017.02                   | Да                      | Да                        | Да                            |
| Clickability (Limelight Networks) | Не                                                  |                           | Да                      | Не                        | Не                            |
| dotCMS Cloud                      | Да                                                  | 5.0.3                     | Да                      | Да                        | Да                            |
| Frontis Archive Publishing System | Да                                                  | V3.12.01.11               | Да                      | Да                        | Да                            |
| Huddle                            | Да                                                  | 2012                      | Да                      | Да                        | Да                            |
| Microsoft Office 365              | Да (MS SharePoint, MS Lync, MS Exchange, MS Office) | 2013                      | Да                      | Да                        | Да                            |
| O3Spaces                          | Да                                                  | 3.2.1                     | Да                      | Да                        | Не                            |
| OU Campus                         | Да                                                  | 10.2.4                    | Да                      | Да                        |                               |
| Polopoly Web CMS                  |                                                     | 10.2                      | Да                      | Да                        | Не                            |
| Quintype                          | Да                                                  | 1.0                       | Да                      | Да                        | Да                            |
| uCoz                              |                                                     |                           | Да                      | Да                        | Не                            |
| Windows Live                      | Не                                                  | 2011                      | Не                      | Да                        | Не                            |
| XaitPorter                        | Да                                                  | 4.9.6                     | Не                      | Не                        | Да                            |
| Zesty.io                          | Да (Multi-Tenant SaaS)                              | Versionless               | Да                      | Да                        | Да                            |

## Власнички софтвер
Овај одељак наводи власнички софтвер да се инсталира и управља на корисничком серверу. Овај одељак укључује бесплатан власнички софтвер.
Системи наведени на светло љубичастој позадини више нису у активном развоју.
| Име                                                              | Платформа                 | Подржане базе података                          | Најновије стабилно издање         | Лиценце               | Датум најновијег издања | Управљање веб садржајем | Управљање групним веб садржајем | Enterprise content management |
| ---------------------------------------------------------------- | ------------------------- | ----------------------------------------------- | --------------------------------- | --------------------- | ----------------------- | ----------------------- | ------------------------------- | ----------------------------- |
| Adobe Experience Manager (formerly Day CQ5)                      | Java                      | JCR (Apache Jackrabbit Oak), MongoDB            | 6.4.2                             | Власнички софтвер     | 2018-10                 | Да                      | Да                              | Да                            |
| Alfresco (Enterprise & Community Edition)                        | Java                      | Oracle, SQL Server, MySQL, PostgreSQL, DB2      | 4.0.2 Enterprise, 4.2.c Community | Open Source           | 2015-03                 | Не                      | Да                              | Да                            |
| Altitude3.Net                                                    | ASP.NET                   | SQL Server                                      | 2015.07.14                        | Власнички софтвер     | 2015-7-14               | Да                      | Да                              | Да                            |
| censhare                                                         | Java                      | Oracle                                          | 2017.2                            | Власнички софтвер     | 2017-05-12              | Да                      | Да                              | Да                            |
| Contentverse                                                     | Java                      | Oracle, SQL Server                              | 8.1                               | Власнички софтвер     | 2014                    | Да                      | Да                              | Да                            |
| Contegro                                                         | ASP.NET                   | SQL Server                                      | 4.0.0                             | Власнички софтвер     | 2010-17-11              | Да                      | Да                              | Не                            |
| CoreMedia WCM                                                    | Java                      | JDBC-compliant databases                        | 8                                 |                       | 2015-03-19              | Да                      | Не                              | Да                            |
| DocLogix                                                         | ASP.NET                   | SQL Server                                      | 10.0.0                            | Власнички софтвер     | 2015-12-15              | Не                      | Не                              | Да                            |
| dotCMS                                                           | Java                      | Oracle, SQL Server, MySQL, PostgreSQL           | 5.0.3                             | Власнички софтвер     | 2018-11-09              | Да                      | Да                              | Да                            |
| Ektron CMS                                                       | ASP.NET                   | SQL Server                                      | 9.20                              | Власнички софтвер     | 2016-12-09              | Да                      | Да                              | Да                            |
| Elcom CMS                                                        | ASP.NET                   | SQL Server                                      | 9.0                               | Власнички софтвер     | 2011-02-15              | Да                      | Да                              | Да                            |
| OpenText Documentum                                              | Java                      | Oracle, SQL Server, DB2                         | 16.4                              | Власнички софтвер     | 2018-05-01              | Не                      | Не                              | Да                            |
| Episerver CMS                                                    | ASP.NET                   | SQL Server                                      | 10                                | Власнички софтвер     | 2017-01-16              | Да                      | Да                              | Да                            |
| ExpressionEngine                                                 | PHP                       | MySQL                                           | 4.3.6                             | Власнички софтвер     | 2018-10-02              | Да                      | Не                              | Да                            |
| Hyland OnBase ECM                                                | .NET                      | SQL Server, Oracle                              |                                   |                       |                         | Да                      | Да                              | Да                            |
| IBM Enterprise Content Management                                | Java                      | Oracle, DB2                                     | 8.5                               | Власнички софтвер     | 2013                    | Да                      | Да                              | Да                            |
| OpenText Teamsite                                                | Java, .Net, XML, XSLT     | Oracle, SQL Server, DB2, MySQL                  | 16.2                              | Власнички софтвер     | 2017-04                 | Да                      | Да                              | Да                            |
| Jadu                                                             | PHP                       | MySQL, SQL Server                               | Continuously Released             | Власнички софтвер     |                         | Да                      | Да                              | Не                            |
| Jahia Enterprise Distribution                                    | Java                      | MySQL, Oracle, PostgreSQL, Microsoft SQL Server | 6.6.2.3                           | Власнички софтвер     | 2013-12-20              | Да                      | Да                              | Да                            |
| Kentico CMS                                                      | ASP.NET                   | SQL Server                                      | 8.1                               | Власнички софтвер     | 2016-10-30              | Да                      | Да                              | Да                            |
| Movable Type                                                     | Perl                      | MySQL, Oracle, SQL Server                       | 7.0                               | Proprietary           | 2018-05-29              | Да                      | Да                              | Да                            |
| XaitPorter (local license)                                       | PHP                       | Oracle                                          | 4.9.6                             | Власнички софтвер     | 2013-04                 | Не                      | Не                              | Да                            |
| Oracle WebCenter Content (formerly Universal Content Management) | Java                      | Oracle                                          | 11g                               |                       |                         | Да                      | Да                              | Да                            |
| OU Campus                                                        | Java                      | MySQL, Microsoft SQL Server, SAP Sybase ASE     | 10.2.4                            | Власнички софтвер     | 2015-06-24              | Да                      | Да                              | Да                            |
| Pulse CMS                                                        | PHP                       | Flat-file database                              | 5.0.3                             |                       | 2018-04-11              | Да                      | Не                              | Не                            |
| Microsoft SharePoint                                             | ASP.NET                   | SQL Server (2005, 2008 or 2012), SQL Express    | 6.0                               | Proprietary, Open API | 2016-05-04              | Да                      | Да                              | Да                            |
| Sitecore                                                         | ASP.NET (Webforms or MVC) | SQL Server (2005, 2008, 2012), Oracle           | 8.2.5                             | Власнички софтвер     | 2017-08-01              | Да                      | Да                              | Да                            |
| Telligent Community                                              | ASP.NET                   | SQL Server                                      | 5.0                               |                       | 2009-06-26              | Да                      | Да                              | Не                            |
| TerminalFour (SiteManager)                                       | Java                      | MySQL, Oracle, SQL Server                       | 8.1.9.9                           | Proprietary           | 2017-06-24              | Да                      | Да                              | Да                            |

## Други оквири за управљање садржајем
Оквир за управљање садржајем (CMF) је систем који олакшава употребу вишеструких компоненти или прилагођеног софтвера за управљање Веб садржајем. Он дели аспекте оквира веб апликације и система за управљање садржајем (CMS).
Испод је листа значајних система који тврде да су оквири за управљање садржајем.
| Име                     | Технологије                           |
| ----------------------- | ------------------------------------- |
| Apache Jackrabbit       | Java                                  |
| AxKit                   | Perl                                  |
| Jakarta Slide           | Java                                  |
| Open Semantic Framework | Drupal, OWL, PHP, and RDF             |
| RadPHP                  | MySQL, PHP 5.6+, PostgreSQL, and etc. |